# De Quack
De polder De Quack was een polder en waterschap in de gemeente Voorne aan Zee (voorheen Nieuw-Helvoet en later Hellevoetsluis) in de Nederlandse provincie Zuid-Holland.
Het waterschap was in 1811 ontstaan als de (gedeeltelijke) rechtsopvolger van het gelijknamige Ambacht.
Het waterschap was verantwoordelijk voor de waterhuishouding in de polder.

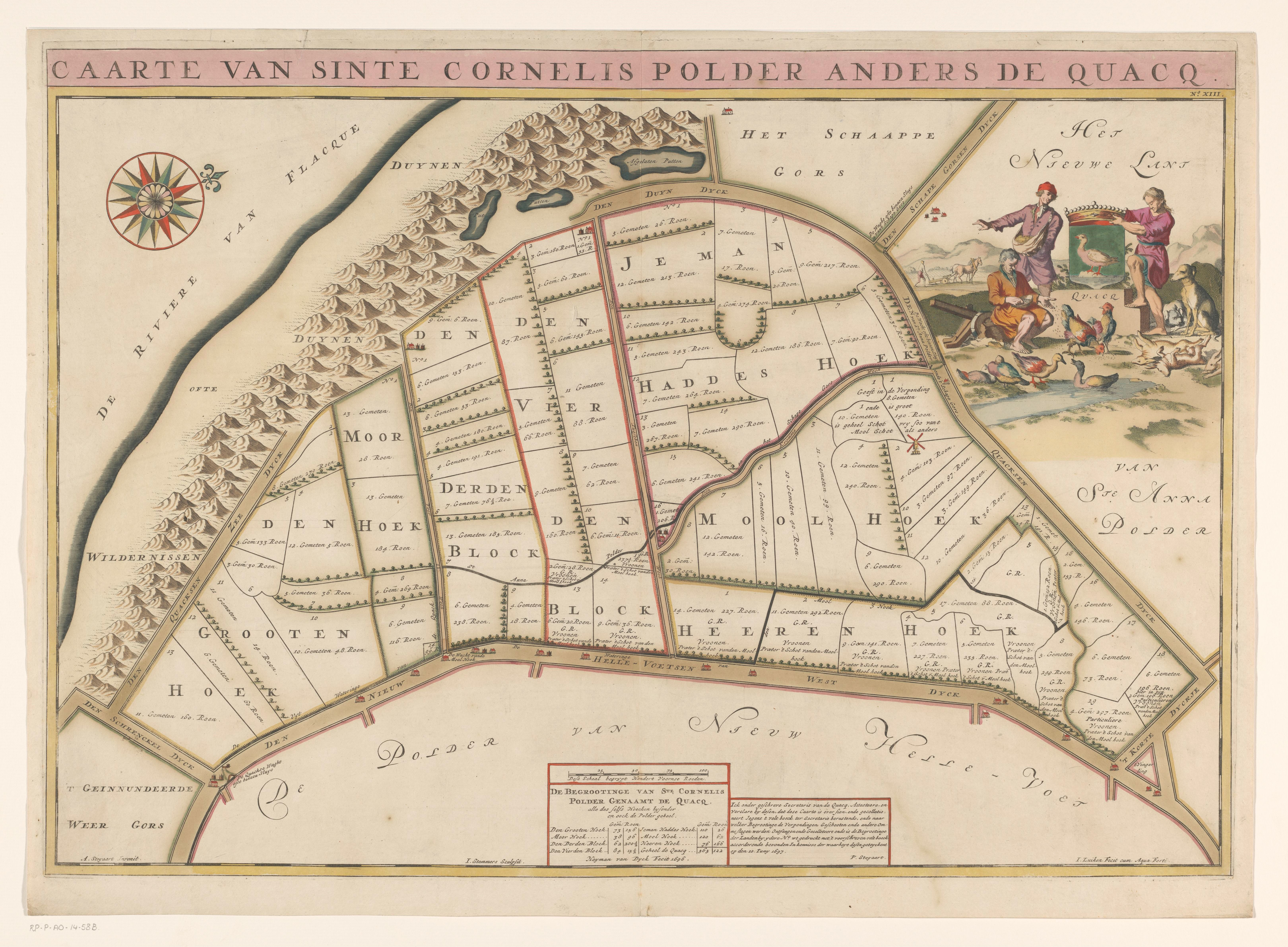
Sinte Cornelis Polder of anders De Quacq 1696